# Structured Fax File
Structured Fax File (SFF) ist ein Dateiformat, das die strukturierte Abspeicherung von Faxdokumenten ermöglicht. Eine SFF-Datei kann mehrere Fax-Seiten in einer Datei speichern und es erfolgt eine verlustfreie Kompression mittels modifizierter Huffman-Kodierung.
Das Dateiformat SFF ist ein Bestandteil des großen Standards Common ISDN Application Programming Interface (CAPI).